# Пшецивниця
Пшецивниця (пол. Przeciwnica, нім. Petersdorf) — село в Польщі, у гміні Оборники Оборницького повіту Великопольського воєводства.
Населення — 65 осіб (2011).
У 1975-1998 роках село належало до Познанського воєводства.

## Демографія
Демографічна структура станом на 31 березня 2011 року:
|          | Загалом | Допрацездатний вік | Працездатний вік | Постпрацездатний вік |
| -------- | ------- | ------------------ | ---------------- | -------------------- |
| Чоловіки | 34      | 8                  | 23               | 3                    |
| Жінки    | 31      | 5                  | 20               | 6                    |
| Разом    | 65      | 13                 | 43               | 9                    |